# Rhyacophila niizakiensis
Rhyacophila niizakiensis là một loài Trichoptera trong họ Rhyacophilidae. Chúng phân bố ở miền Cổ bắc.